# Al Dhafra SCC
Al Dhafra SCC is een professionele voetbalclub uit de stad Madinat Zayed in het emiraat Abu Dhabi (Verenigde Arabische Emiraten). De club werd opgericht in 2000 en speelt anno 2019 in de UAE Arabian Gulf League.

## Geschiedenis
Al Dhafra FC werd opgericht in 2000, als onderdeel van een centraal beleid om sport in het hele land te promoten en de regio Al Dhafra van Abu Dhabi in het bijzonder. Omdat de westelijke regio nog geen team had is Al Dhafra de eerste in de regio.

## Erelijst
- UAE Federation Cup: 2012
- UAE Vice Presidents Cup: 2012

## Trainers
- 2003-2004  Piet Hamberg
- 2007-2007  Ammar Souayah
- 2009-2010  Laurent Banide
- 2010-2012  Slobodan Halilovic
- 2011-2012  Baltemar Brito
- 2012-2012  Dzemal Hadziabdic
- 2012-2013  Laurent Banide
- 2013-2014  Abdullah Mesafer
- 2014-2014  Anel Karabeg
- 2014-2015  Ion Marin
- 2015-2015  Laurent Banide
- 2015-2018  Mohamed Kwid
- 2018-2018  Gjoko Hadžievski
- 2018-heden  Vuk Rasovic

Ajman Club · Al Ain FC · Al Dhafra SCC · Al-Fujairah SC · Al-Ittihad Kalba SC  · Al-Jazira Club · Al-Nasr SC · Al-Wahda FC · Al-Wasl Club · Baniyas SC · Dibba Al-Fujairah Club · Emirates Club · Shabab Al-Ahli Club · Sharjah SC